# Gnieźnieńska Kolej Wąskotorowa
| Betriebs-/Güterbahnhof Streckenanfang (Strecke außer Betrieb) | 0   | Gnesen              | Gnesen              |
| Blockstelle (Strecke außer Betrieb)                           |     | Zuckerfabrik Gnesen | Zuckerfabrik Gnesen |
| Betriebs-/Güterbahnhof Streckenende (Strecke außer Betrieb)   | ~10 | Niechanowo          | Niechanowo          |

| Strecke (außer Betrieb) |        | Gniezno                                           | Gniezno                                           |
| Kopfbahnhof Strecke bis hier außer Betrieb                                                                                     | 0,000  | Gniezno Wąskotorowe (1940–1945 Gnesen Gaubahnhof) | Gniezno Wąskotorowe (1940–1945 Gnesen Gaubahnhof) |
| Betriebsstelle Streckenanfang und quer (Strecke außer Betrieb) · Abzweig geradeaus, ehemals nach rechts und ehemals von rechts | 0,820  | Cukrownia w Gnieźnie (Zuckerfabrik Gnesen)        | Cukrownia w Gnieźnie (Zuckerfabrik Gnesen)        |
| Betriebsstelle Streckenanfang und quer (Strecke außer Betrieb) · Abzweig geradeaus und ehemals nach rechts                     | 1,966  | Skład budowlany (Baulager)                        | Skład budowlany (Baulager)                        |
| ehemaliger Haltepunkt / Haltestelle                                                                                            | 2,043  | Ogród Wiktorii (dt. Viktoria Garten)              | Ogród Wiktorii (dt. Viktoria Garten)              |
| Kopfbahnhof Strecke ab hier außer Betrieb                                                                                      | 3,768  | Jelonek (früher Hp)                               | Jelonek (früher Hp)                               |
| Haltepunkt / Haltestelle (Strecke außer Betrieb)                                                                               | 7,242  | Żelaskowo (1940–1945 Eisenau)                     | Żelaskowo (1940–1945 Eisenau)                     |
| Bahnhof (Strecke außer Betrieb)                                                                                                | 9,375  | Niechanowo (1940–1945 Niechanau)                  | Niechanowo (1940–1945 Niechanau)                  |
| Abzweig geradeaus und nach rechts (Strecke außer Betrieb)                                                                      |        | nach Arcugowo                                     | nach Arcugowo                                     |
| Haltepunkt / Haltestelle (Strecke außer Betrieb)                                                                               | 11,472 | Miroszka (1940–1945 Miroschka)                    | Miroszka (1940–1945 Miroschka)                    |
| Haltepunkt / Haltestelle (Strecke außer Betrieb)                                                                               | 13,246 | Małachowo (1940–1945 Malvenkamp)                  | Małachowo (1940–1945 Malvenkamp)                  |
| Bahnhof (Strecke außer Betrieb)                                                                                                | 16,084 | Witkowo (1940–1945 Wittingen)                     | Witkowo (1940–1945 Wittingen)                     |
| Haltepunkt / Haltestelle (Strecke außer Betrieb)                                                                               | 18,594 | Strzyżewo Wąskotorowe (1940–1945 Tiefenbach)      | Strzyżewo Wąskotorowe (1940–1945 Tiefenbach)      |
| Haltepunkt / Haltestelle (Strecke außer Betrieb)                                                                               | 21,867 | Wiekowo Wąskotorowe (1940–1945 Pappelberg)        | Wiekowo Wąskotorowe (1940–1945 Pappelberg)        |
| Haltepunkt / Haltestelle (Strecke außer Betrieb)                                                                               | 22,990 | Ługi Wąskotorowe (1940–1945 Lugi)                 | Ługi Wąskotorowe (1940–1945 Lugi)                 |
| Betriebsstelle Streckenanfang und quer (Strecke außer Betrieb) · Abzweig geradeaus und von rechts (Strecke außer Betrieb)      | 23,541 | Kiesgrube Ługi                                    | Kiesgrube Ługi                                    |
| Haltepunkt / Haltestelle (Strecke außer Betrieb)                                                                               | 25,171 | Charbin                                           | Charbin                                           |
| Abzweig geradeaus und nach links (Strecke außer Betrieb) · Betriebsstelle Streckenende und quer (Strecke außer Betrieb)        | 26,432 | Militäranschluss                                  | Militäranschluss                                  |
| Abzweig geradeaus und nach links (Strecke außer Betrieb) · Betriebsstelle Streckenende und quer (Strecke außer Betrieb)        | 27,061 | Sägewerk                                          | Sägewerk                                          |
| Bahnhof (Strecke außer Betrieb)                                                                                                | 27,732 | Powidz (1940–1945 Kurheim)                        | Powidz (1940–1945 Kurheim)                        |
| Haltepunkt / Haltestelle (Strecke außer Betrieb)                                                                               |        | Plaża Wojskowa (Saisonhaltestelle etwa ab 2010)   | Plaża Wojskowa (Saisonhaltestelle etwa ab 2010)   |
| Haltepunkt / Haltestelle (Strecke außer Betrieb)                                                                               | 30,181 | Przybrodzin (1940–1945 Imsee)                     | Przybrodzin (1940–1945 Imsee)                     |
| Brücke über Wasserlauf (Strecke außer Betrieb)                                                                                 | 31,433 | Jezioro Powidzkie                                 | Jezioro Powidzkie                                 |
| Haltepunkt / Haltestelle (Strecke außer Betrieb)                                                                               | 31,861 | Ostrowo Nowe (1940–1945 Wittenau)                 | Ostrowo Nowe (1940–1945 Wittenau)                 |
| Haltepunkt / Haltestelle (Strecke außer Betrieb)                                                                               | 33,699 | Ostrowo Stare (1940–1945 Huttenwerder)            | Ostrowo Stare (1940–1945 Huttenwerder)            |
| Haltepunkt / Haltestelle (Strecke außer Betrieb)                                                                               | 34,990 | Rusin (1940–1945 Hüttchen)                        | Rusin (1940–1945 Hüttchen)                        |
| Abzweig geradeaus und nach links (Strecke außer Betrieb) · Strecke von rechts (außer Betrieb)                                  |        |                                                   |                                                   |
| Kopfbahnhof Streckenende (Strecke außer Betrieb) · Strecke (außer Betrieb)                                                     | 37,940 | Anastazewo (1943–1945 Annendorf)                  | Anastazewo (1943–1945 Annendorf)                  |
| Strecke (außer Betrieb) |        | Schmalspurbahn Konin                              | Schmalspurbahn Konin                              |

Die Gnieźnieńska Kolej Wąskotorowa wurde als Kreisbahn Witkowo (polnisch Witkowska Kolejka Powiatowa) gegründet. Die Schmalspurbahn bei Witkowo in Polen führte zeitweise den Namen Gnesener Kreisbahn (Gnieźnieńska Kolej Powiatowa).

## Geschichte
1883 beschlossen die Besitzer der Zuckerfabrik, Gnesen mit dem nahegelegenen Ebenau (polnisch Odrowąż) mit einer Eisenbahnstrecke in der Spurweite 900 mm zu verbinden. Im 19. Jahrhundert lag die historische Hauptstadt Polens Gnesen im Bereich der preußischen Staatsverwaltung.
Das preußische Gesetz über die Gründung von Schmalspurbahnen gab zehn Jahre später dem Landkreis Witkowo in der preußischen Provinz Posen die Gelegenheit, die Schmalspurbahn der Zuckerfabrik aufzukaufen und auf die Spurweite von 600 mm umzubauen. Der erste Abschnitt der neuen Kreisbahn führte ab dem 1. Januar 1896 von Gnesen über Niechanowo nach Arcugowo, was als formelles Aufnahmedatum des Personenverkehrs auf der Witkowoer Kreisbahn gilt.
Der Landkreis Witkowo errichtete ein fast 80 Kilometer langes Netz von Kleinbahnstrecken in der Spurweite von 600 mm. Die „Hauptstrecke“ verband die Kreisstadt des Nachbarkreises Gnesen (25.000 Einwohner) über Niechanowo/Niechanau mit der Kreisstadt Witkowo, die damals nur 1800 Einwohner zählte, und weiter mit der 27 Kilometer entfernten Ortschaft Powidz/Kurheim.
Von dem Knotenpunkt Niechanowo/Niechanau in der Mitte des Kreises führte eine Nebenbahn über Arcugowo/Herzogsburg in südlicher Richtung nach dem 13 Kilometer entfernten Dorf Mieltschin/Mielen, ferner von Arcugowo über Grotkowo/Grotkau nach Mierzewo/Erlendorf (neun Kilometer). Eine Güterbahn erreichte ab 14. April 1898 von dort nach 6 Kilometern den Bahnhof Kleparz/Klepel, wo Anschluss an die Wreschener Kreisbahn bestand.
Das Netz besaß eine Länge von 54 Kilometern. Unklar ist, ob am 1. Januar 1896 – abgesehen von der Güterbahn – alle genannten Strecken in Betrieb genommen wurden, bis auf den Abschnitt Witkowo–Powidz, der am 16. September 1897 folgte oder ob 1896 zunächst nur von Niechanowo nach Mieltschin gefahren wurde und 1897 die anderen Teilstrecken folgten.
Erst am 29. Oktober 1911 wurde die „Hauptstrecke“ noch einmal um zehn Kilometer von Powidz bis zum Grenzort Anastazewo/Annendorf verlängert, wo sich eine „Rübenbahn“ nach Konin in Russisch-Polen anschloss. Lediglich Güterverkehr fand auf den 1907 und 1916 eröffneten Strecken Mierzewo–Królewiec–Stanisławowo (vier Kilometer), Grotkowo–Żółcz-Czeluścin (sechs Kilometer), Zolcz–Czerniejewo (drei Kilometer) und Grotkowo–Grotkowo Gut (zwei Kilometer) statt.
Die Statistik für 1914 enthält neun Lokomotiven, acht Personenwagen, vier Pack- oder Postwagen, 167 Güterwagen und vier Spezialwagen.

## Gnieźnieńska Kolej Powiatowa
Nach der Eingliederung der Provinz Posen in die Republik Polen wurde der Kreis Witkowo aufgelöst und der Verwaltung in Gnesen unterstellt. Die Bahn firmierte unter dem Namen: Gnieźnieńska Kolej Powiatowa. Sie übertrug etwa 1930 den Abschnitt Mierzewo–Kleparz an die Wreschener Kreisbahn, die vorher schon den Betrieb dort durchgeführt hatte.

## Gnesener Kreisbahn
Während des Zweiten Weltkrieges nannte sich der Betrieb Gnesener Kreisbahn oder Gnesener Eisenbahn und unterstand zuletzt den Gaubahnen Wartheland.

## Weitere Entwicklung
1957 wurde die Bahn stillgelegt und von 600 mm Spurweite auf 750 mm umgespurt. Mit dieser Spurweite war sie 2010 noch auf rund 40 Kilometern in Betrieb. In Klepary hat sie Verbindung mit der Wreschener Kreisbahn (auch 600 mm, wurde auf 750 mm umgespurt und ist inzwischen stillgelegt und abgebaut) und in Anastazewo mit den Kujawischen Schmalspurbahnen – ebenfalls umgespurt auf 750 mm und um 2000 stillgelegt.
Die Gnesener Kreisbahn beschaffte von der Hannoverschen Waggonfabrik einen Triebwagen und baute in eigener Werkstatt zwei weitere. Damit wurden auf den Strecken „Eilzüge“ angeboten, die kürzere Fahrzeiten als die Dampfzüge hatten. Es gab auf der Strecke auch um 1916 eine Bahnpost. Zur Erstausstattung der Bahn gehörten Weyer-Personenwagen.

## Museumsbahn
Nach vierjähriger Pause fand am 8. September 2019 wieder eine Museumsfahrt auf dem ertüchtigten Streckenstück zwischen Gniezno Wąskotorowe und dem mit einer Umfahrmöglichkeit ausgestatteten ehemaligen Haltepunkt Jelonek statt.